# Morti nel 1248
| Questa pagina contiene informazioni ricavate automaticamente dalle voci biografiche con l'ausilio del template Bio e di un bot. L'aggiornamento è periodico e automatico e ricostruisce completamente la pagina. Se manca una persona in questa lista, sei pregato di non aggiungerla, ma accertati piuttosto che la sua voce biografica contenga il template Bio e che i dati anagrafici siano correttamente compilati. Se il template Bio manca, inseriscilo tu stesso o, in alternativa, metti l'avviso {{tmp\|Bio}} che ne segnala la mancanza. Se i dati riportati sono sbagliati, correggi direttamente la voce biografica; le modifiche saranno visibili in questa lista entro pochi giorni. Per chiarimenti vedi il progetto biografie. La lista contiene solo le 29 persone che sono citate nell'enciclopedia e per le quali è stato implementato correttamente il template Bio. Pagina aggiornata al 18 ago 2025. |

- 4 gennaio - Sancho II del Portogallo, re portoghese (n. 1207)
- 1º febbraio - Enrico II di Brabante, duca (n. 1207)
- 9 febbraio - Al-'Adil II, sultano curdo
- 14 febbraio - Koga Michiteru, poeta giapponese (n. 1187)
- 21 febbraio - Marcellino Albergotti Beltrami, vescovo cattolico italiano
- 18 marzo - Bernardo de' Rossi, generale e politico italiano
- 27 marzo - Matilde Marshal, nobile britannica (n. 1192)
- 9 aprile - Ugo di Châtillon, conte
- 20 aprile - Güyük, condottiero mongolo (n. 1206)
- 19 giugno - Ottone III di Borgogna, nobile italiano
- 7 agosto - Giordano Forzatè, religioso italiano
- 13 settembre - Cunegonda di Svevia, principessa tedesca (n. 1200)
- 30 ottobre - Yolanda di Dreux, nobile francese
- 27 novembre - Ugrino Csák di Spalato, arcivescovo ungherese
- 15 dicembre - Laurentius Hispanus, vescovo cattolico e giurista spagnolo
- Abu al-Hasan al-Sa'id al-Mu'tadid, califfo berbero
- Al-Qifti, scrittore e storiografo arabo (n. 1172)
- Baldovino I di Bentheim, conte
- Andrieu Contredit d'Arras, francese
- Harald dell'Isola di Man, sovrano mannese
- Malatesta I Malatesta, condottiero italiano (n. 1183)
- Ugolino Novelli, generale e politico italiano
- Subedei, condottiero mongolo
- Shams Tabrizi, mistico, poeta e filosofo persiano (n. 1185)
- Taddeo da Sessa, giurista e militare italiano
- Ferdinando di Castiglia, principe spagnolo (n. 1225)
- Ibn al-Baytar, botanico, farmacologo e medico arabo (n. 1197)
- Hachijō-in no Takakura, poeta giapponese (n. 1176)
- Hermann di Dorpat, vescovo cattolico tedesco (n. 1163)